# Porostov
Porostov este o comună slovacă, aflată în districtul Sobrance din regiunea Košice. Localitatea se află la altitudinea de 109 m deasupra n.m., se întinde pe o suprafață de 7,29 km2 și în 2017 număra 207 locuitori.

## Istoric
Localitatea Porostov este atestată documentar din 1412.

## Demografie
| An:                | 1994 | 2004   | 2014   | 2024    |
| ------------------ | ---- | ------ | ------ | ------- |
| Număr de persoane: | 233  | 231    | 213    | 189     |
| Diferență:         |      | −0,85% | −7,79% | −11,26% |

| An:                | 2023 | 2024   |
| ------------------ | ---- | ------ |
| Număr de persoane: | 192  | 189    |
| Diferență:         |      | −1,56% |